# カノン (音楽)
カノン (canon) は、複数の声部が同じ旋律を異なる時点からそれぞれ開始して演奏する様式の曲を指す。ポリフォニーの一つの典型である。一般に輪唱と訳されるが、輪唱が全く同じ旋律を追唱するのに対し、カノンでは、異なる音で始まるものが含まれる。また、リズムが2倍になったり、上下もしくは左右（時間の前後）が逆になったような特殊なものをも含む。有名な『パッヘルベルのカノン』（パッヘルベル）は、3つの声部が全く同じ旋律を追唱し（ただし同時に終わるために最後がカットされる声部がある）それに伴奏が付けられたものである。

## 歴史
ルネサンス時代には合唱曲において頻繁にカノン様式が用いられ、多くのカノン技法はこの時代に生まれた。古くはフーガと称され、ジョスカン・デ・プレやパレストリーナらの「フーガによるミサ」はカノン様式による作品である。主題以外の旋律に自由が許されているフーガと、旋律を厳密に模倣するカノンは、今日明確に区別されている。
18世紀以降には、ホモフォニーの音楽が主流になったため、このような技法が使われることは少なくなるが、曲の一部として取り入れられる場合も少なくない。モーツァルトの交響曲41番やベートーヴェンの交響曲第9番の終楽章の一部では、カノンが効果的に取り入れられた部分がある。また、フランクのヴァイオリンソナタの最終楽章はほぼ完全にカノンの体裁をとる。
20世紀にはいると、12音音楽などの発展の中で対位法が重視されるようになったため、また用いられることが多くなっている。
追復曲（ついふくきょく）という訳語があるが、ほとんど使われることはない。
ピアノ曲としてのカノンは、セルゲイ・ラフマニノフ、アレクサンドル・スクリャービン、オットリーノ・レスピーギなどが作曲している。純粋なカノンのほか、伴奏を付け加えて3部形式などの形式にしたものも見られる。

## カノンの種類
声部相互の音程間隔
カノンの各声部が同じ旋律を異なる音で開始して示した場合、声部間の音程差を持って「二度のカノン」「三度のカノン」･･･などと称する。各声部が同じ音で始まる場合には、これらと区別して「同度のカノン」とよぶ。バッハはゴルトベルク変奏曲において、同度から九度にいたる9つの音程差のカノンを示した。
反行カノン・逆行カノン
カノンの追唱が旋律を上下転回されている場合、これを反行カノンと呼ぶ。また追唱が左右（時間の前後）を逆にされている場合、これを逆行カノンと呼ぶ。逆行カノンは各旋律が左右から行き違う様から蟹行カノンとも呼ばれる。
拡大カノン
カノンの追唱において旋律のリズムが整数倍になっている場合、これを拡大カノンと呼ぶ。リズムが2倍になっている場合、その追唱が旋律全体の中ほどまで歌ったところで曲が終了することになる。
多重カノン
2つの旋律が2つの追唱によって模倣される場合、これを「二重カノン」と呼ぶ。同様に旋律が3つなら「三重カノン」、4つなら「四重カノン」のように呼称される。バッハの楽譜を差し出した姿の有名な肖像画に書かれている楽譜は三重カノンである。
謎カノン
特定の様式を指す名称ではなく、ルネサンス期からバロック期にかけてしばしば用いられたカノンの記譜法である。楽譜には単旋律が記され、そこに追唱の開始点や音高などを示した記号がつけられた。演奏者はその記号に従って追唱を補う方法が用いられることがある。

## カノンの作曲者と作品
- J.S.バッハ - 2声のインヴェンション2番 (BWV773) 、音楽の捧げもの (BWV1079) の10のカノン、ゴルトベルク変奏曲 (BWV988) の9つのカノン、14のカノン (BWV1087) など、カノン手法による多くの作品を残す。
- パッヘルベル - パッヘルベルのカノン (Canon in D)
- モーツァルト - アレルヤ、支度をせよ（他約30曲以上現存する）
- ベートーヴェン - 永遠にあなたのもの、新年おめでとう（他約50曲以上現存する）
- シューベルト - サンクトゥス（など数曲現存する）
- ショパン - カノン ヘ短調（未完）、3声のカノンの低音譜（2曲のみ）
- メンデルスゾーン - 2声のカノン（他10曲現存する）
- ベルリオーズ - 3声のカノン（消失）、5度の自由カノン（2曲のみ）
- ブルックナー - 今日、親友クローゼがガウゼに（1曲のみ）
- ヒンデミット - 4声のカノン（約30曲以上現存する）

## 関連文献
- 対位法 - 18世紀スタイルによる - エルンスト・クシェネク原著 上田昭訳編[1]